# Ригоберта Менчу
Ригоберта Менчу Тум (на испански: Rigoberta Menchú Tum) е гватемалска общественичка. От 1981 тя живее извън страната и става известна с позициите си срещу военния режим в Гватемала и насилието срещу индианското население. През 1992 тя получава Нобелова награда за мир.
През 2007 и 2011 година Менчу се кандидатира за президент на Гватемала, но не постига голям успех, като и двата пъти получава по около 3% от гласовете.